# 코도크

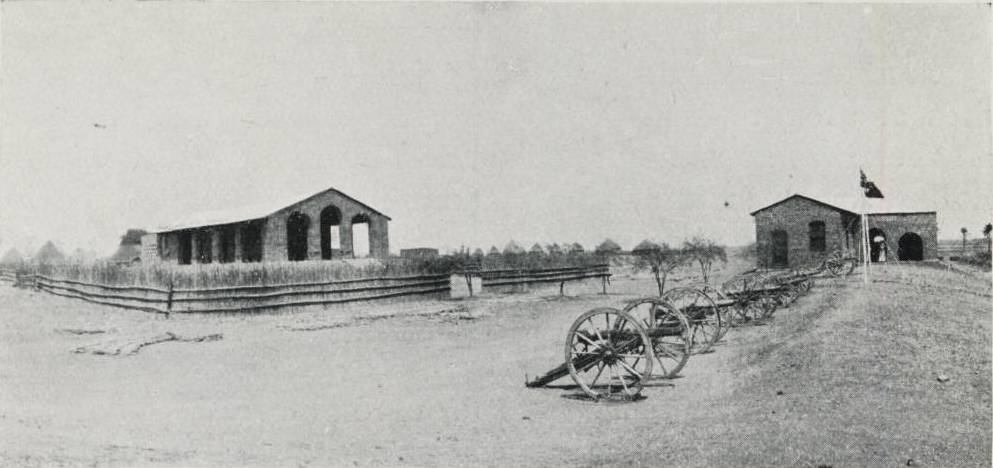

코도크(Kodok) 또는 파쇼다(Fashoda)는 남수단 북동부 상나일 지방의 도시로 서나일 주의 주도이며 인구는 7,709명(2010년 기준)이다. 1898년 영국과 프랑스 사이에 일어난 파쇼다 사건의 배경이 된 곳이기도 하다. 남동쪽으로 백나일 강이 흐른다.